# نقش شبكي

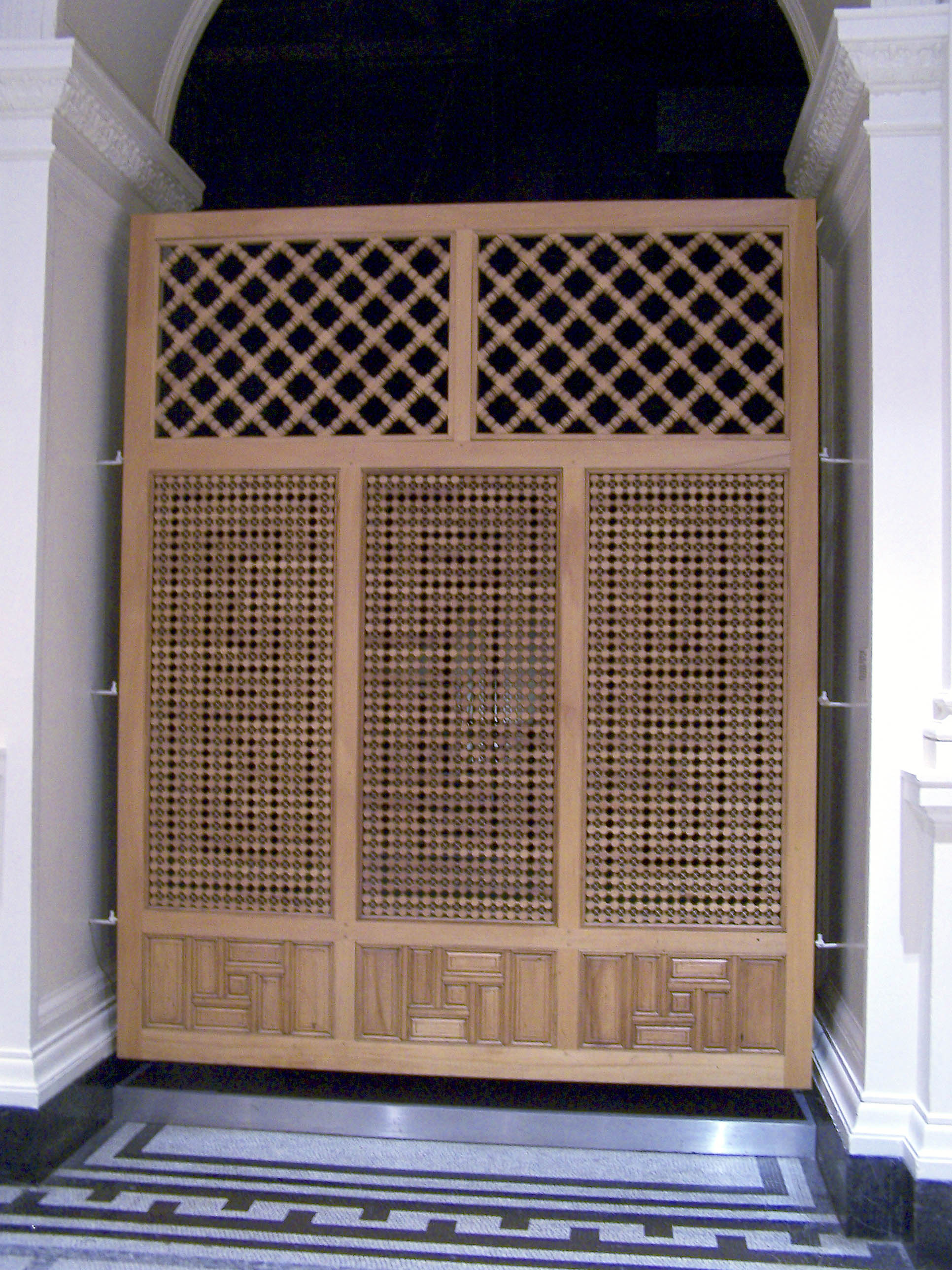
مشربية في المتحف البريطاني

النقش الشبكي أو Latticwork هو إطار عمل مُثقب يتكون من نمط متقاطع من شرائط مواد البناء، عادة من الخشب أو المعدن.
```
يتم إنشاء التصميم بعبور شرائط تشكيل الشبكة أو النسج. قد يكون النقش الشبكي فعالًا على سبيل المثال، للسماح بتدفق الهواء إلى منطقة أو عبرها، مثل 
الجمالون
 في عارضة مٌشبكة. تستخدم كذلك لإضافة الخصوصية، كما هو الحال من خلال النوافذ الشبكية.
[
2
]
 أو لأسباب زخرفية بحتة أو مزيج من تلك الأسباب.
[
3
]
```

يسمى النقش الشبكي في الحجر أو الخشب من الفترة الكلاسيكية بالترانسينا.

## أمثلة

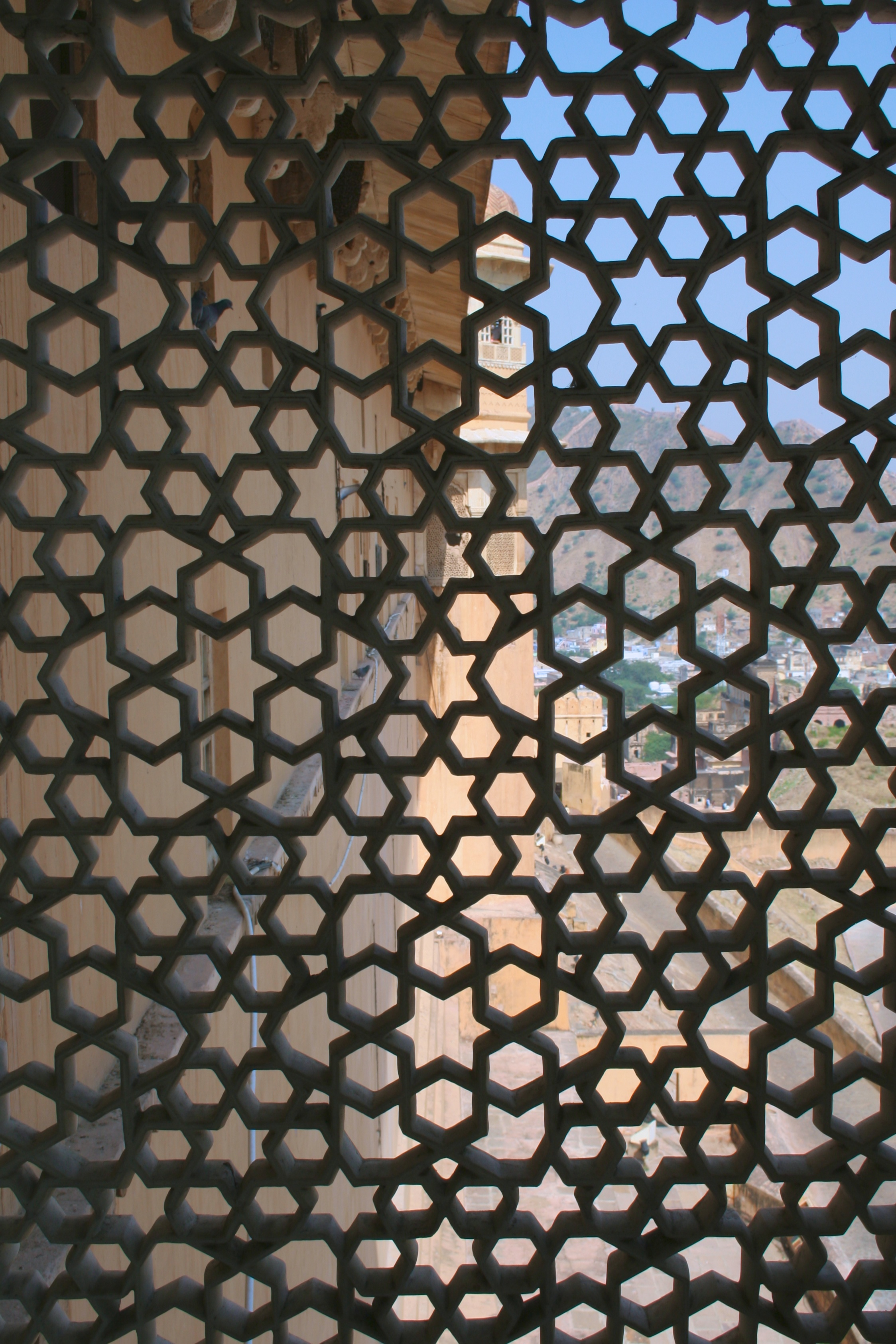
نقش في حصن عامر
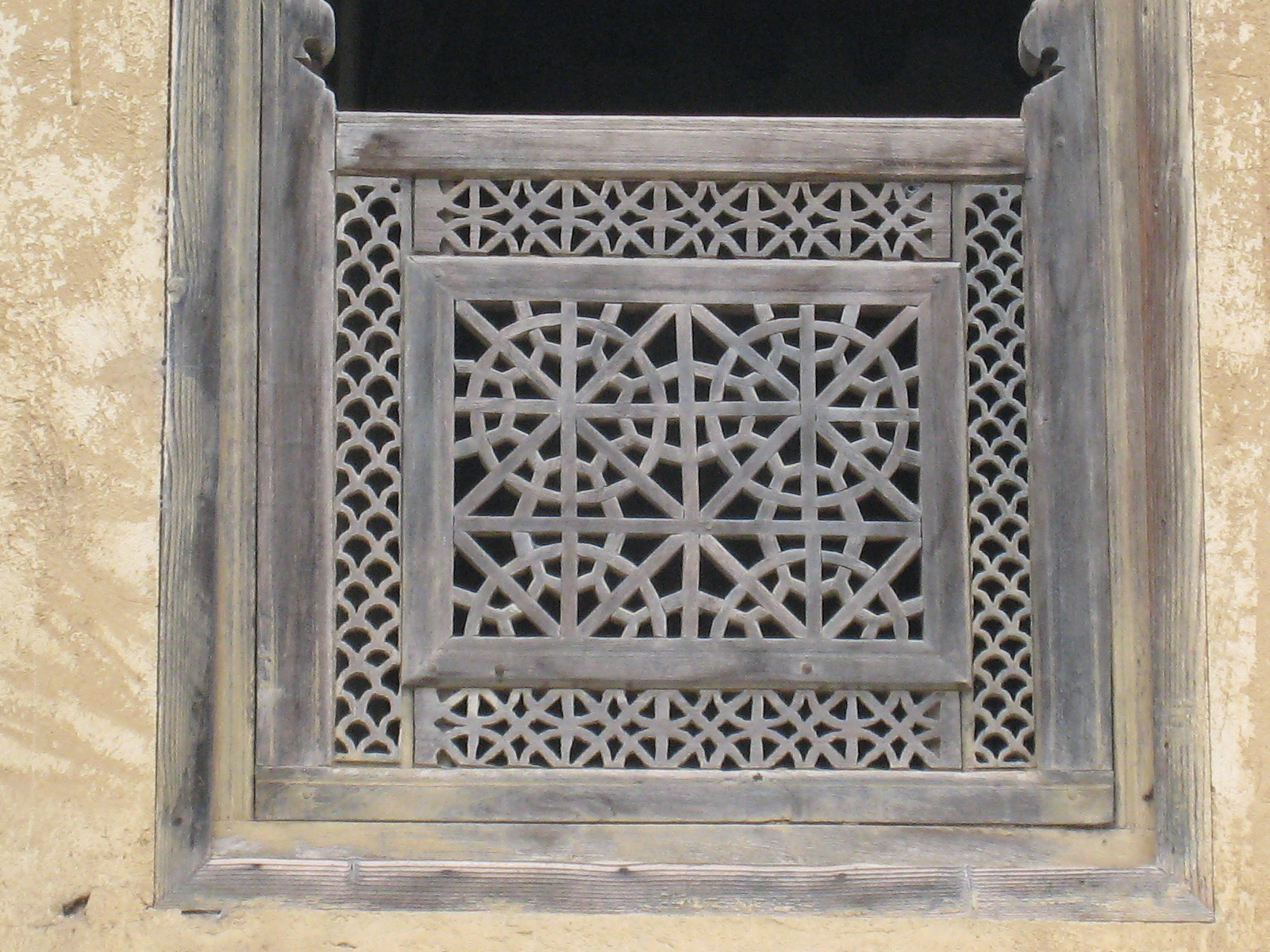
نقش خشبي في إيران
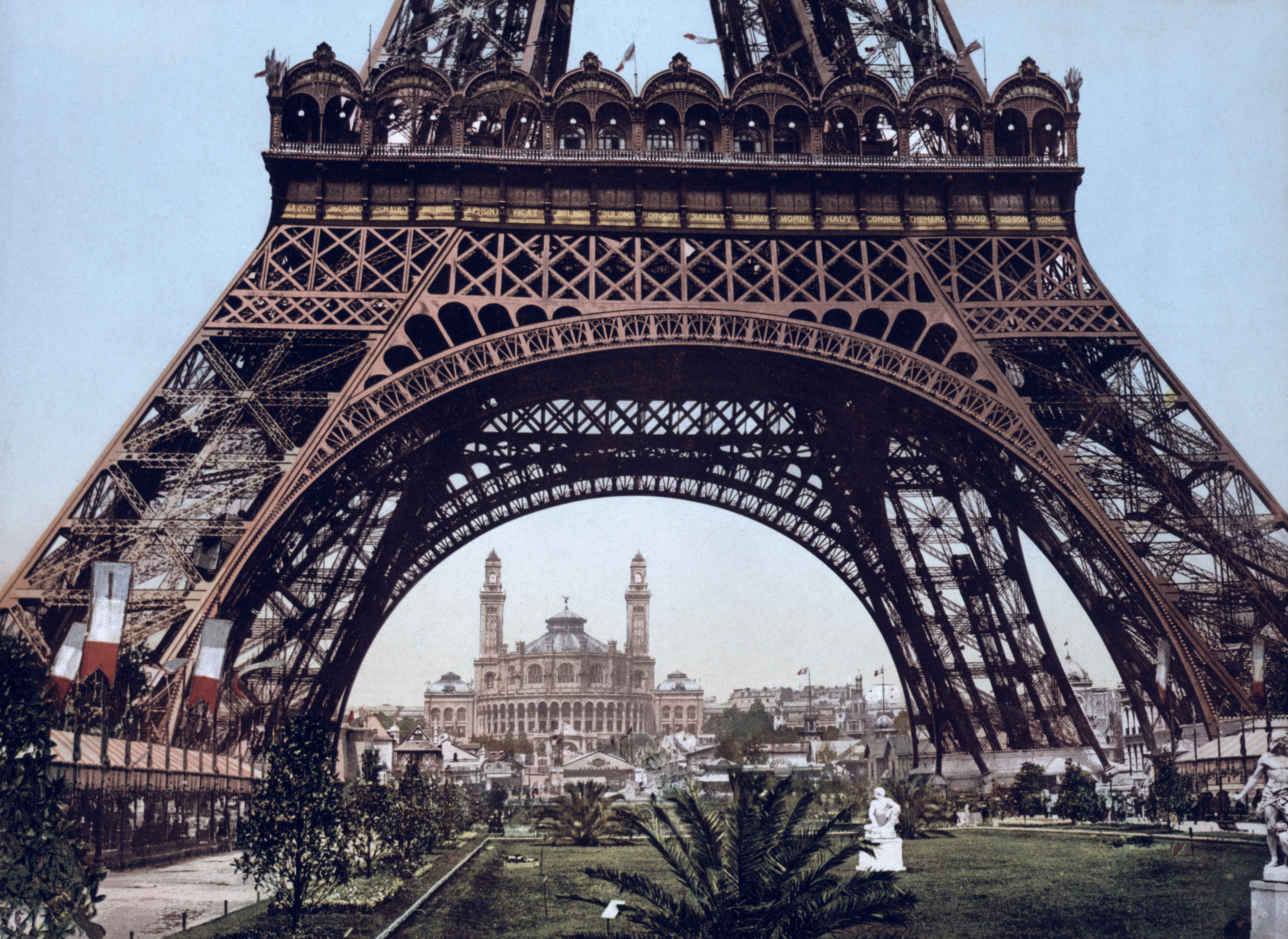
برج أيفل
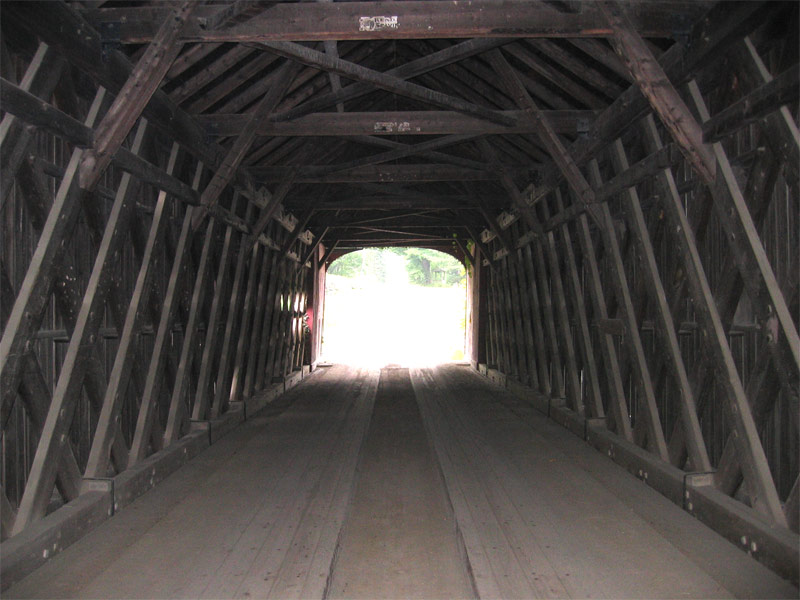
جسر جمالون في فيرمونت